# Raymond Chesa
Raymond Chesa (ur. 10 lutego 1937 w Carcassonne, zm. 11 stycznia 2005) – francuski polityk, nauczyciel i samorządowiec, poseł do Parlamentu Europejskiego III i IV kadencji, długoletni mer Carcassonne.

## Życiorys
Studiował fizykę i chemię na Uniwersytecie w Tuluzie. Pracował jako nauczyciel w szkołach średnich w Carcassonne. Zaangażował się w działalność polityczną w ramach ugrupowań gaullistowskich – Unia Demokratów na rzecz Republiki i następnie Zgromadzenia na rzecz Republiki. W 1977 bez powodzenia ubiegał się o urząd burmistrza swojej rodzinnej miejscowości. Wybory na to stanowisko wygrał w 1983, zajmował je do 2005. W latach 1982–1992 był także radnym departamentu Aude, a od 1986 do 1988 i w 1992 radnym regionu Langwedocja-Roussillon. Pełnił także funkcję wiceprezesa francuskiej federacji rugby.
W 1993 objął wakujący mandat eurodeputowanego III kadencji. W 1994 z powodzeniem ubiegał się o reelekcję, w PE zasiadał do 1999. Pracował m.in. w Komisji ds. Stosunków Gospodarczych z Zagranicą. W 1998 opuścił swoje ugrupowanie, w 2002 dołączył jednak do współtworzonej przez gaullistów Unii na rzecz Ruchu Ludowego.